# 카렐 야로미르 에르벤

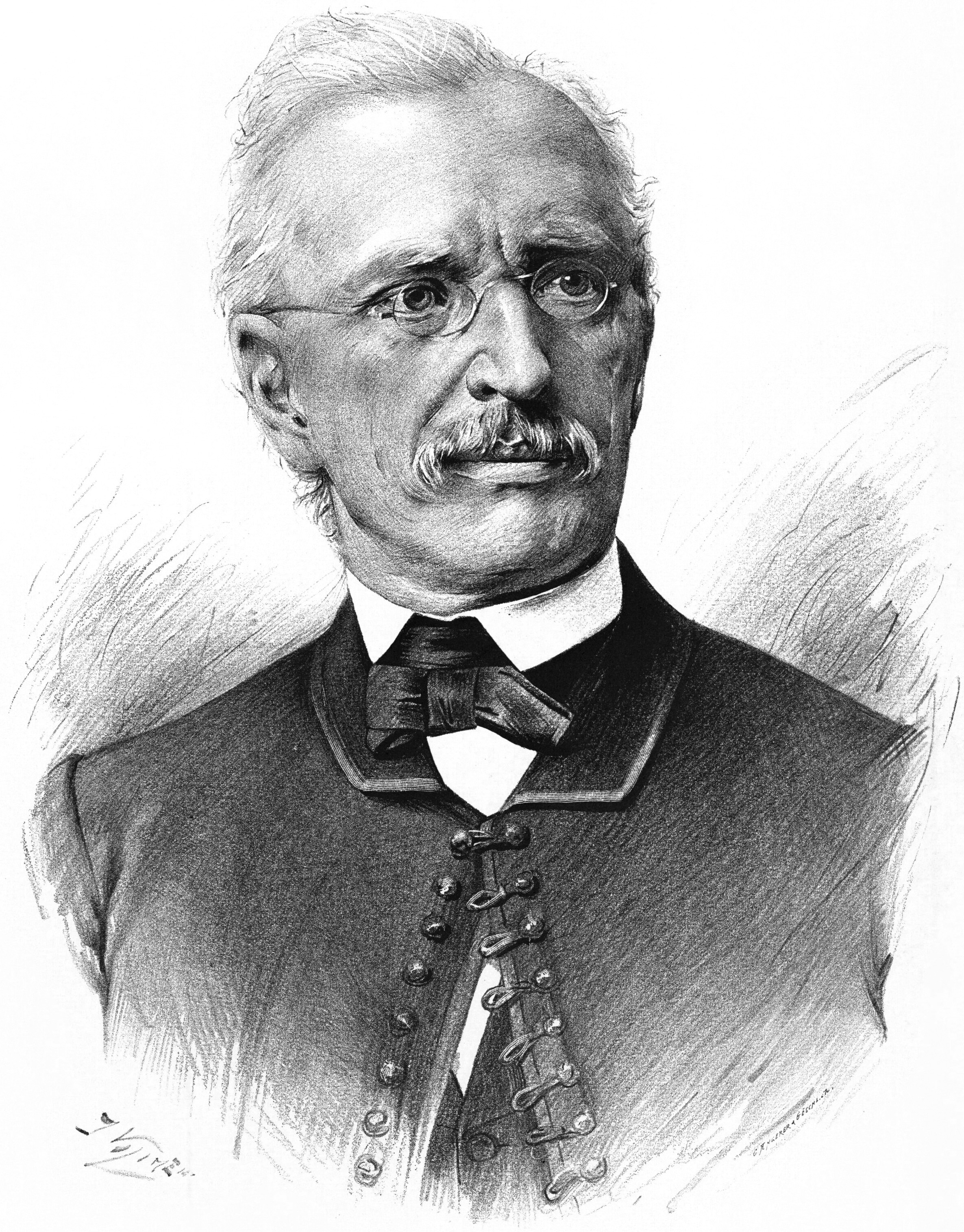

카렐 야로미르 에르벤(Karel Jaromír Erben, 1811년 11월 7일 ~ 1870년 11월 21일)은 체코의 민속학자이자 19세기 중반의 시인으로, 전통 및 민속 주제를 기반으로 한 시들을 담고있는 민담의 꽃다발이라는 작품으로 잘 알려진 인물이다. 시인, 동화 작가, 민요 및 민화 수집가, 민속학자, 역사가, 언어학자, 번역가 등 다양한 경력을 소유하고 있다.

## 생애
1811년 체코 중북부의 소도시 밀레틴에서 태어난 그는 태어날 때부터 몸이 허약해 평생 폐혈관 장애와 이로 인한 발성 및 언어 장애에 시달렸음에도 불구하고 공부에 대한 열의와 재능을 보였다. 김나지움 시절부터 문학 지망생으로서 시를 쓰기 시작한 그는 카렐 대학교에서 철학, 법학, 문학, 문헌학 등을 공부했고 여기서 틸(J. K. Tyl)이나 마하 등 당시 체코 민족 부흥 운동과 낭만주의 운동의 대표자들을 만나 ‘시인−애국자’라는 전형적인 길을 걸었다.
체코 민족 부흥 운동 제3기의 대표자 중 한 사람으로서 체코 민족 부흥 운동의 열렬한 지지자였던 에르벤은 평생 동안 체코의 민요, 동요, 동화, 설화, 전설, 신화, 속담 등의 수집과 연구에 진력함으로써 체코 민속학과 체코 민속지학의 창시자 중 한 사람이 되었고 체코 중세 문학의 연구와 출판에도 크게 공헌했다. 이처럼 학자로서 민족에 대한 봉사를 우선시함으로써 시인으로서의 창작 활동은 뒷전이었지만 중간중간 발표한 발라드들을 한데 모은 ≪민담의 꽃다발≫은 체코 문학사에 길이 빛나는 고전이 되었다.